# Хамхар
Хамхар (также Дальний Хамхар) — деревня в Нукутском районе Усть-Ордынского Бурятского округа Иркутской области. Входит в муниципальное образование «Нукуты».

## География
Деревня расположена в 25 км от районного центра, на высоте 445 м над уровнем моря.

## Внутреннее деление
Состоит из 2 улиц: Трактовой и Школьной.

## История
В населённом пункте функционировал колхоз «Путь коммунизма», который в июне 1950 года был объединён с колхозами «Куйбышев» (с. Ворот-Онгой) и «Дружба» (с. Нукуты) под общим названием «Страна Советов».

## Население
| 2002 | 2010 | 2011 | 2012 |
| ---- | ---- | ---- | ---- |
| 93   | ↘68  | →68  | ↗73  |